# Richard Kippist
Richard Kippist  (Stoke Newington, 11 de junho de 1812 — Londres, 14 de janeiro de 1882) foi um botânico britânico.
Foi associado da Sociedade Linneana de Londres em  1842 e bibliotecário desta instituição entre  1842  e 1880.
John Miers (1789-1879)  dedicou-lhe, em  1872,  o gênero Kippistia da família das  Hippocrateaceae.

## Fonte
- Ray Desmond (1994). Dictionary of British and Irish Botanists and Horticulturists including Plant Collectors, Flower Painters and Garden Designers. Taylor & Francis e Museu de História Natural (Londres).